# Gregorio Fontana
Gregorio Fontana (Nogaredo, 7 de dezembro de 1735 – Milão, 24 de agosto de 1803) foi um matemático italiano. Foi catedrático de matemática da Universidade de Pavia, sucessor de Ruđer Bošković (Roger Joseph Boscovich). É creditado como introdutor das coordenadas polares.
Foi eleito membro da Royal Society em 1795.
Irmão de Felice Fontana.

## Obras
- Analyseos sublimioris opuscula (em latim). [S.l.: s.n.] 1763
- Bolzani, Giuseppe, ed. (1771). Delle altezze barometriche e di alcuni insigni paradossi relativi alle medesime. [S.l.: s.n.]
- Dissertazione idrodinamica. [S.l.: s.n.] 1775
- Disquisitiones physico-mathematicae (em latim). [S.l.: s.n.] 1780
- Dissertazione sul computo dell'errore probabile nelle sperienze ed osservazioni. [S.l.: s.n.] 1781
- Comino, Baldassare, ed. (1793). Ricerche sopra diversi punti concernenti l'analisi infinitesimale e la sua applicazione alla fisica. [S.l.: s.n.]

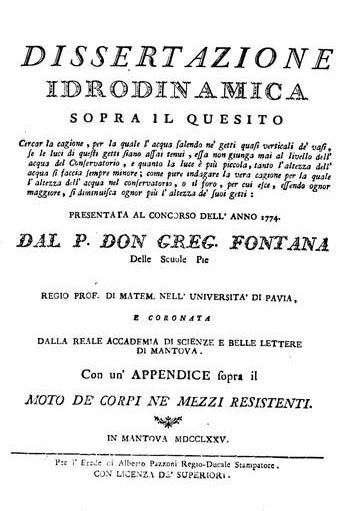
Dissertazione idrodinamica, 1775
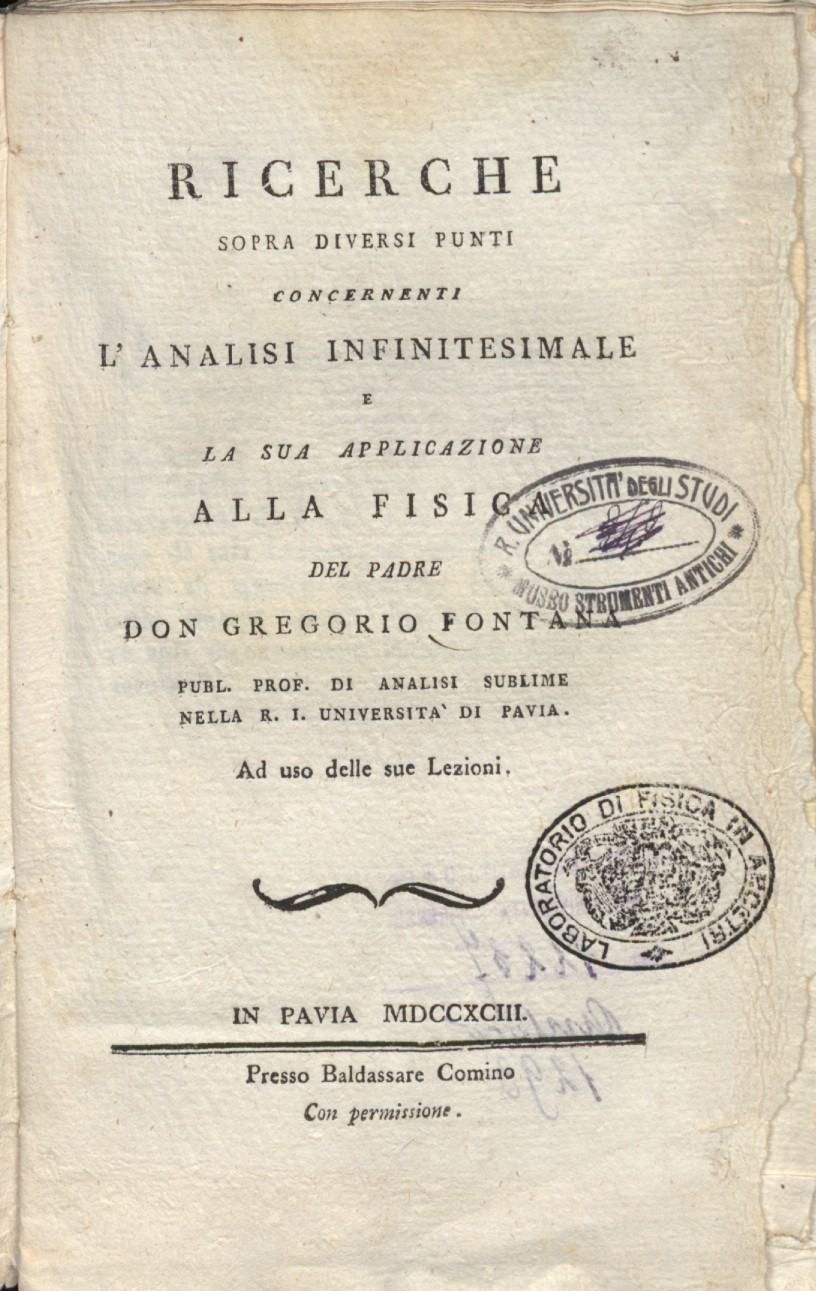
Ricerche sopra diversi punti concernenti l'analisi infinitesimale e la sua applicazione alla fisica, 1793